# Brigitte-Reimann-Literaturhaus

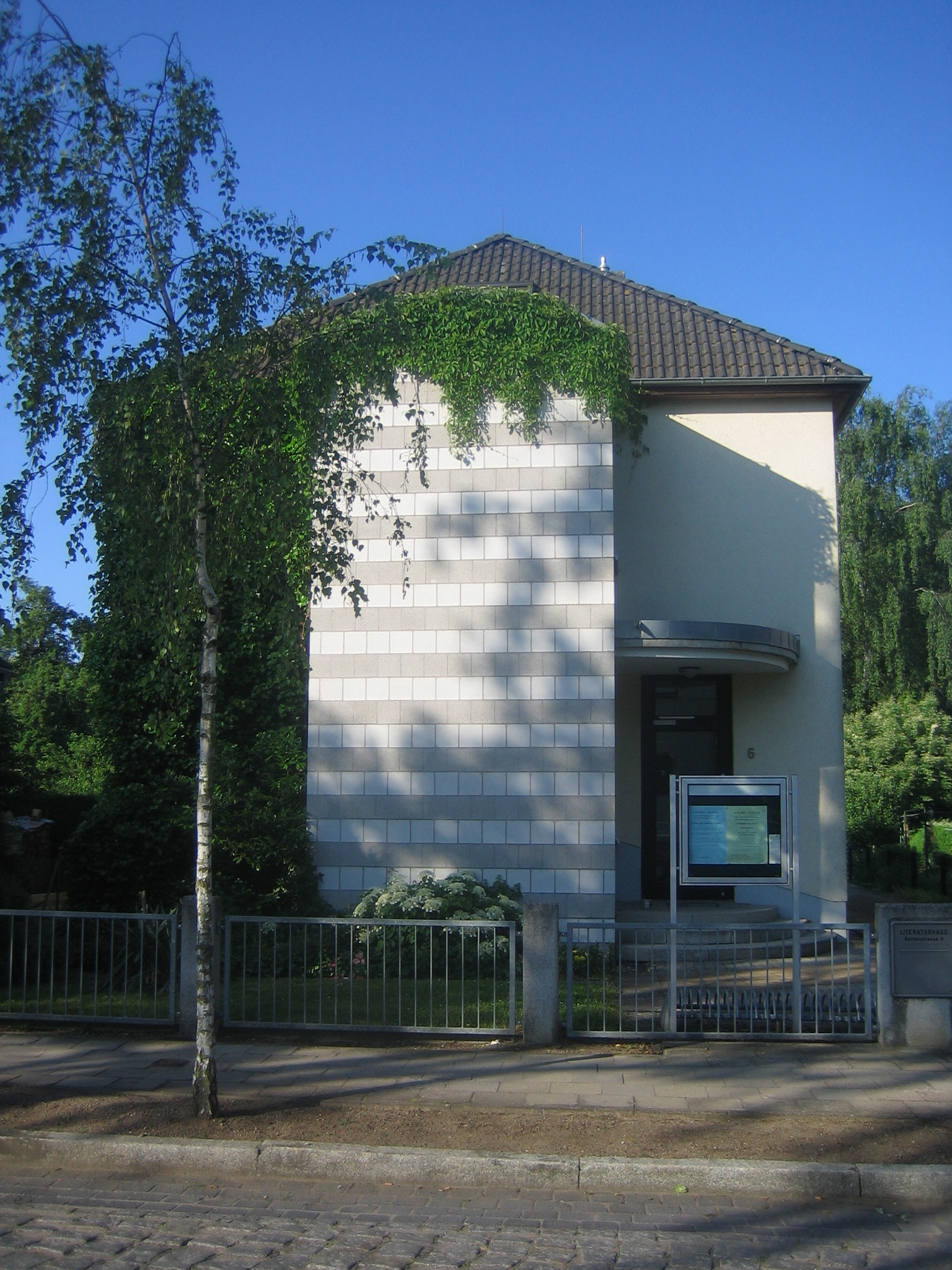
Literaturhaus in der Neubrandenburger Gartenstraße 6

Das Brigitte-Reimann-Literaturhaus in Neubrandenburg, Gartenstraße 6, ist ein Literaturzentrum in Mecklenburg-Vorpommern, das Ende August 2009 wegen zurückgehaltener Fördermittel in Höhe von 10.000 € des Schweriner Kultusministeriums vom Trägerverein, dem Literaturzentrum Neubrandenburg e.V., geschlossen wurde.
Im November 2009 wurde das Literaturzentrum wieder geöffnet, nachdem sich Trägerverein und Kultusministerium auf eine vorläufige Lösung geeinigt hatten. Nach Angaben des Trägervereins hat das Land Mecklenburg-Vorpommern die für den Betrieb notwendigen Fördermittel zugesagt.
An dieser Stelle befand sich das Haus, in dem Brigitte Reimann zuletzt mit ihrem vierten Ehemann Rudolf Burgartz bis kurz vor ihrem Tode im Jahr 1973 lebte. Das als Gedenkstätte geplante Wohnhaus stürzte bei den Sanierungsarbeiten ein. An seiner Stelle wurde das heutige Literaturzentrum neu errichtet. Es enthält neben einer Bildergalerie auch Brigitte Reimanns Bibliothek in ihrem Bücherschrank, den die Stadt Neubrandenburg 1995 aus ihrem Nachlass erwarb. Weitere Gegenstände aus ihrem Besitz sind dort zu sehen.
2020 erhielt das Literaturzentrum den Hartmut-Vogel-Preis für Literaturvermittlung.